# ソン・ジェイク
ソン・ジェイク（英語: Song Jaeik、1977年8月15日 - 本名:ソン・テヨン）は、大韓民国出身のプロバスケットボール選手である。ポジションはパワーフォワード。背番号14。198cm、95kg。

## 人物
養正（ヤンジョン）高等学校、東国大学校を経てKIAエンタプライズでプロキャリアを開始。
韓国では4球団を渡り歩いた後、2008年に来日し、富山グラウジーズに入団。

## 経歴
- 養正高等学校 - 東国大学校 - KIA・蔚山モービス(2000-2002) - 全州KCC(2002-2003) - 安養SBS・KT&G(2003-2006) - ソウル三星(2006-2007) - 富山(2008-2009)

### 代表歴
- ユニバーシアード・U-21世界選手権韓国代表（1997年）
- 韓国大学選抜（1998年、1999年）